# バイオセラピー (オリジナルビデオ)
『バイオセラピー』は、1986年ににっかつビデオ制作により、発売されたオリジナルビデオ作品。収録時間45分。

## 概要
オリジナルビデオ草創期に制作された意欲作で、キャストには東映や円谷プロの特撮作品でお馴染みの俳優が多数出演。週刊ヤングジャンプ・シネフェス最優秀特撮受賞者の三木理が特殊メイクに参加、脚本に同賞受賞者の高津洋志を迎え、フレッシュさを感じさせる作品に仕上がっている。

## あらすじ
未来の果てからやってきた怪人が、20世紀の科学者が研究しているGT剤をもとめて次々と殺人を起こしてゆく。GT剤とは急速な生物進化を促進する脅威の薬剤である。迫り来る怪人の魔の手から逃げ延びることはできるのか。

## スタッフ
- 企画・製作：三木孝祐
- 監督：鹿島章弘
- 脚本：笠井和弘、高津洋志
- 特殊メイク：三木理

## キャスト
- 春田純一
- 石川裕見子
- 中田博久
- 中山昭二
- 坂口徹郎
- 野川愛
- 高橋利道
- 横山稔
- 荒木茂

## 映像商品
- ビデオソフト

1986年10月にVHSビデオソフトが発売された。発売元：(株)にっかつ、販売元：にっかつビデオフィルムズ(株)、FP-6001、定価：12,800円。